# Is You Is or Is You Ain't My Baby
Is You Is or Is You Ain't My Baby è un brano musicale scritto da Louis Jordan e Billy Austin, registrato per la prima volta da Jordan il 4 Ottobre 1943 coi Tympany Five. Il brano resterà nel repertorio di Jordan per tre decenni.
Bing Crosby e The Andrews Sisters hanno inciso una versione del brano nel 1944. Il brano è diventato uno standard del jazz, ed è stato inciso da più di 130 artisti.
B. B. King and Dr. John realizzarono una cover nell'album Let the Good Times Roll vincendo nel 2011 il Grammy Award alla miglior collaborazione vocale pop.